# Emil Hünten

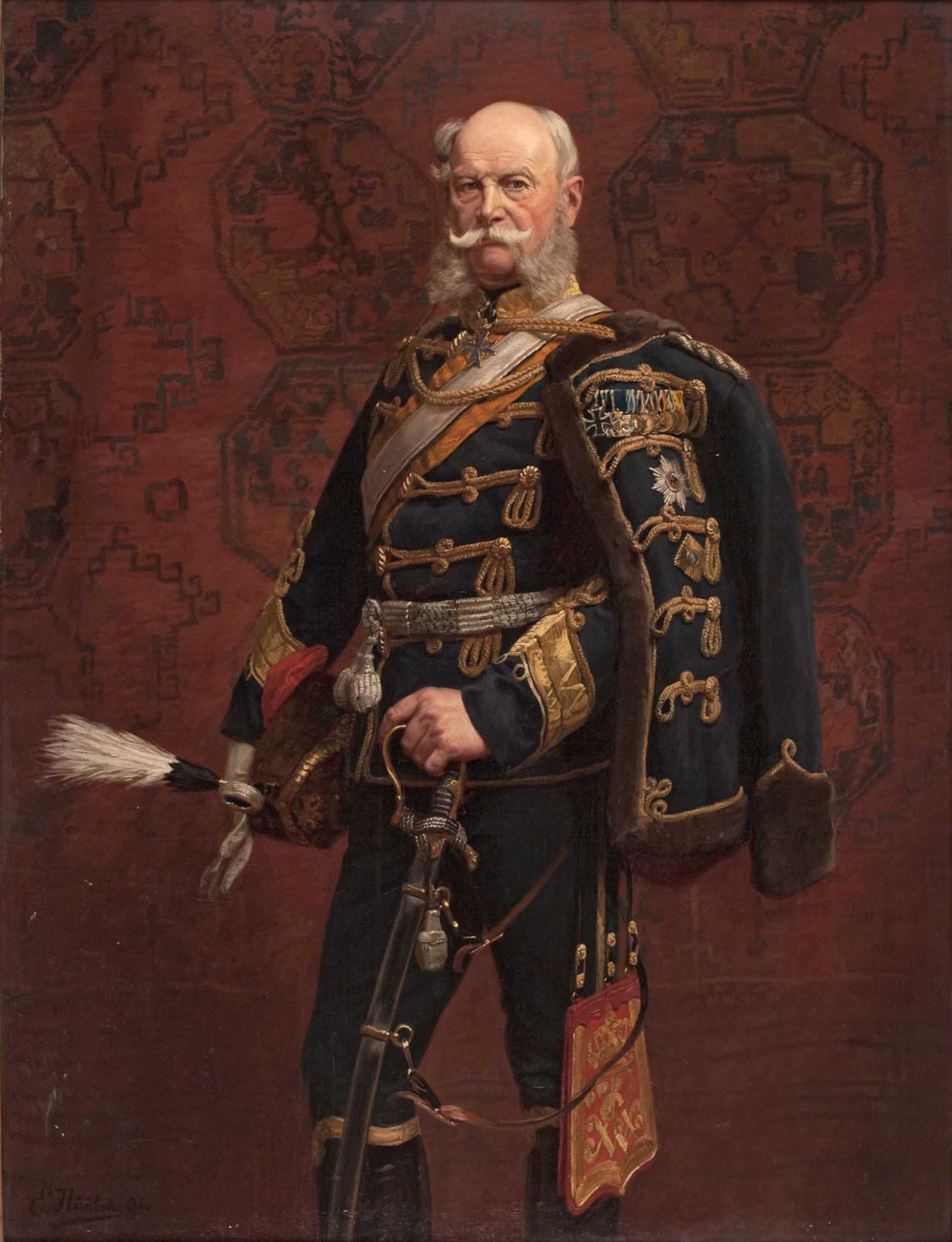
Keizer Wilhelm I, 1891

Johann Emil Hünten (Parijs, 19 januari 1827 - Düsseldorf, 1 februari 1902) was een Duits schilder in het koninkrijk Pruisen.

## Leven en werk
Hünten werd geboren in Parijs als zoon van de Duitse componist Franz Hünten. Hij studeerde bij Horace Vernet aan de École nationale supérieure des beaux-arts in zijn geboorteplaats. Hij vervolgde zijn studie in Antwerpen, onder Gustaaf Wappers en Josephus Laurentius Dyckmans. Hij trok vervolgens naar Koblenz, waar hij bij de Pruisische artillerie paardenstudies maakte. Vanaf 1854 bezocht Hünten de Academie in Düsseldorf. Hij legde zich toe op historiestukken met taferelen uit het leven van Frederik de Grote, vanaf 1860 maakte hij de overstap naar zijn eigen tijd.
Hüntens werk viel in de smaak bij Frederik III van Pruisen, die hem uitnodigde mee te trekken met diens leger. Hij nam deel aan diverse tochten en legde het militaire leven op doek vast. Onder zijn belangrijkste werken bevinden zich Schlacht bei Königgrätz, en enkele decoratieve stukken voor het Duits Historisch Museum in Berlijn. Zijn werk is vooral belangrijk vanwege de historische waarde van zijn weergave van de gebeurtenissen in de Frans-Duitse Oorlog. Hij werd in 1870 drager van de Ie Klasse van de Orde van de Rode Adelaar.

## Schilderijen (selectie)
- 1860 Schlacht bei Krefeld
- 1865 Friedrich der Große vor Schweidnitz
- 1870 Feldpost
- 1881 Sturm auf St. Privat Panorama

## Afbeeldingen

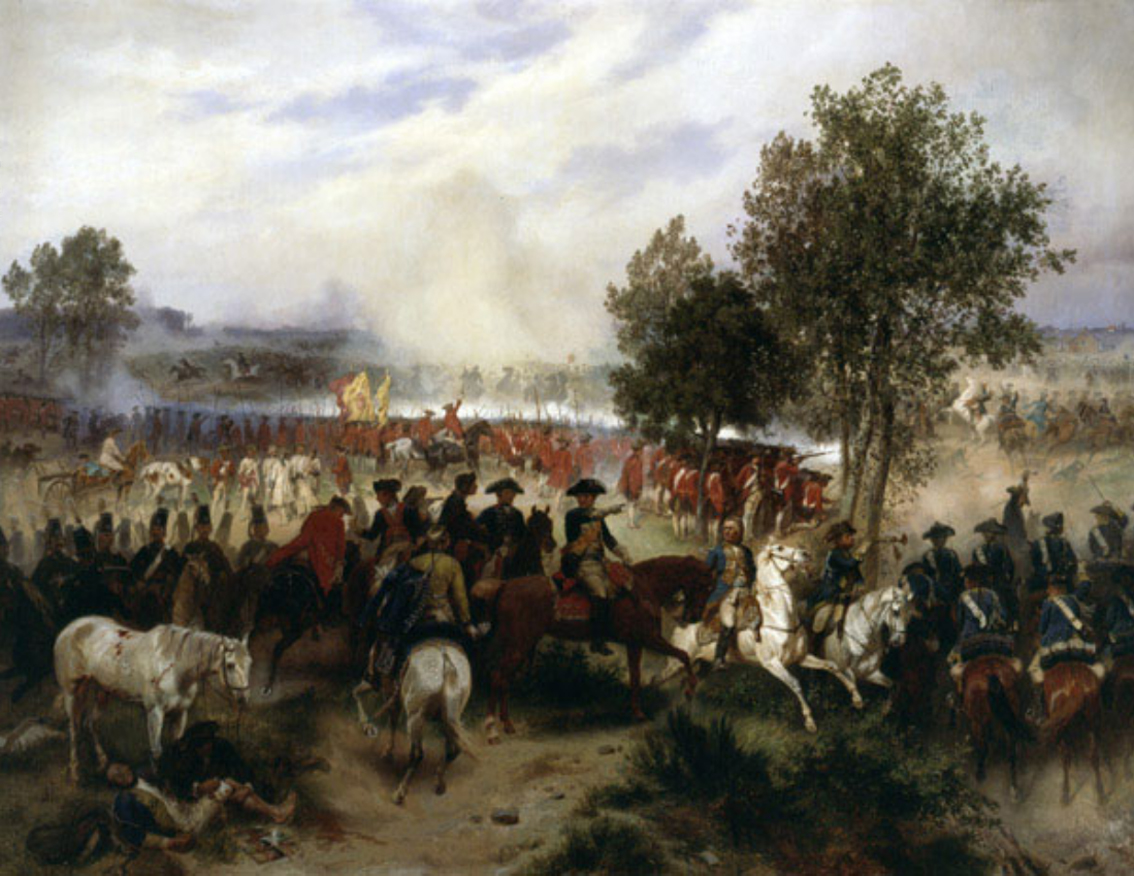
Slag bij Krefeld, 1860
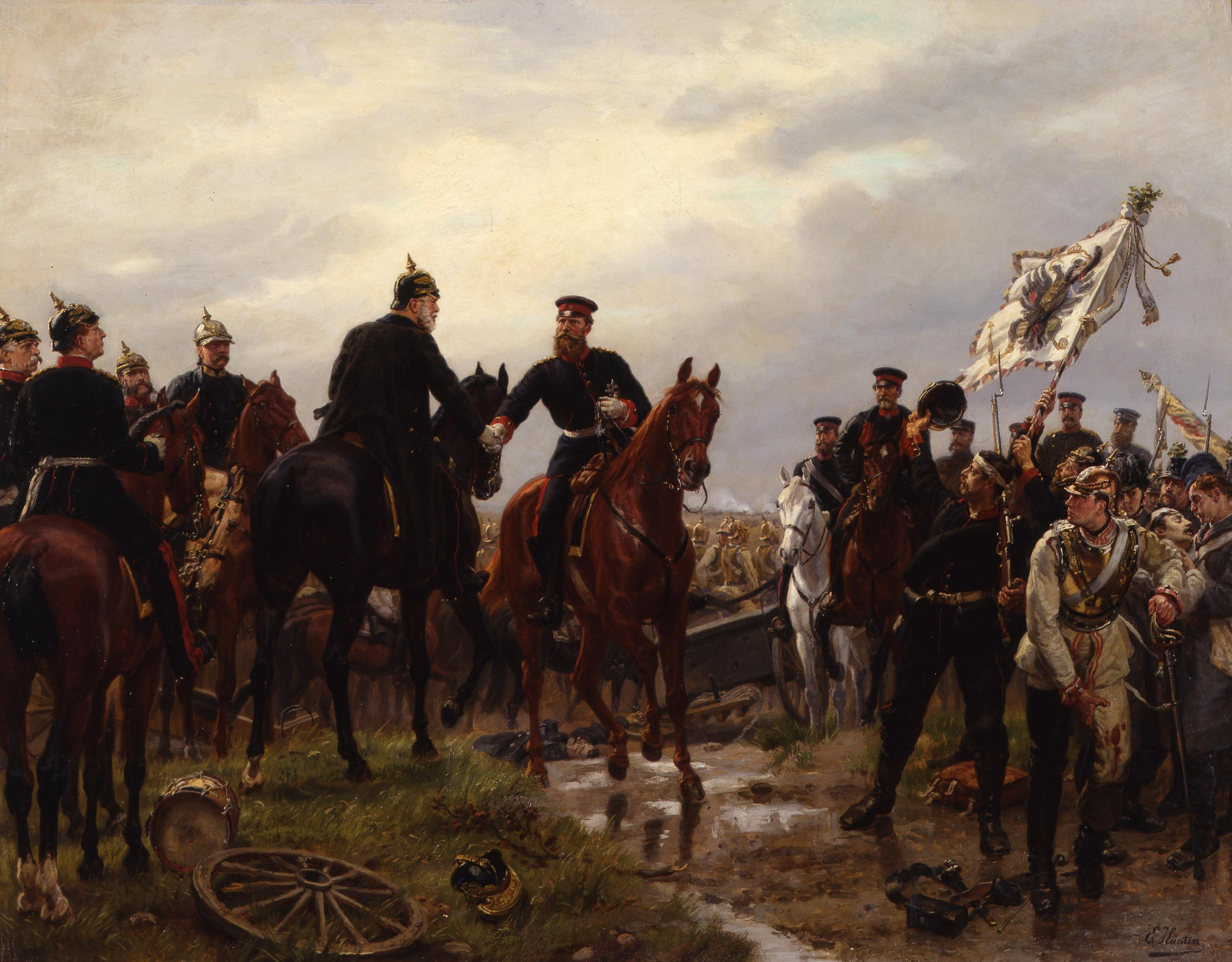
Slag bij Königgrätz, 1886
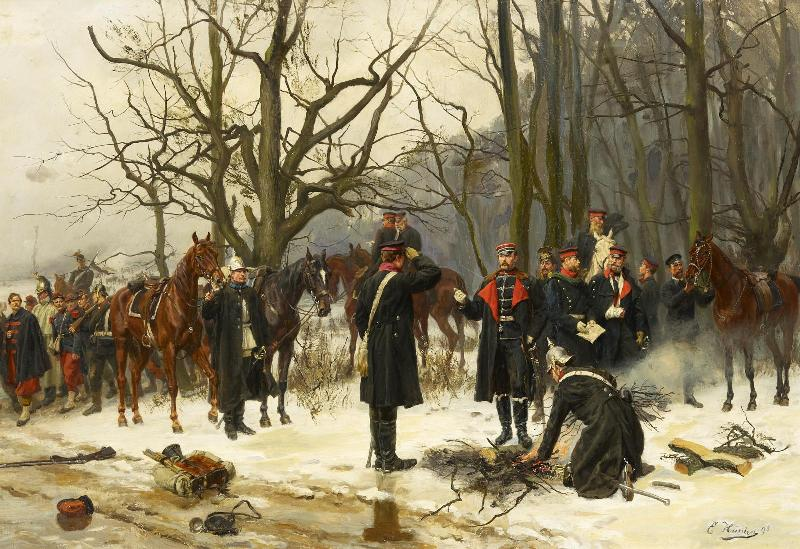
Prinz Friedrich-Carl in de dagen voor Orleans, 1895

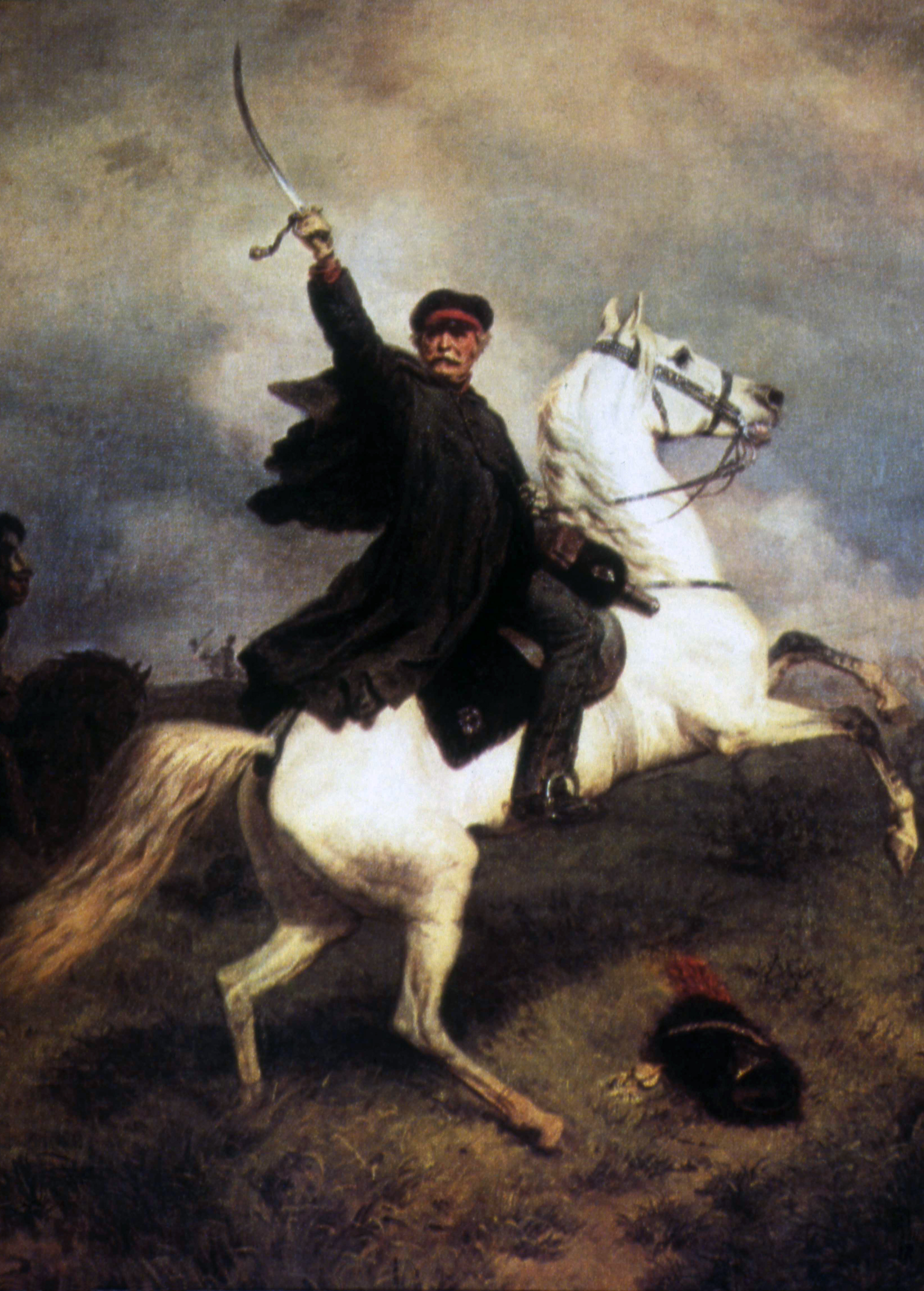
Marschall Vorwärts, 1863
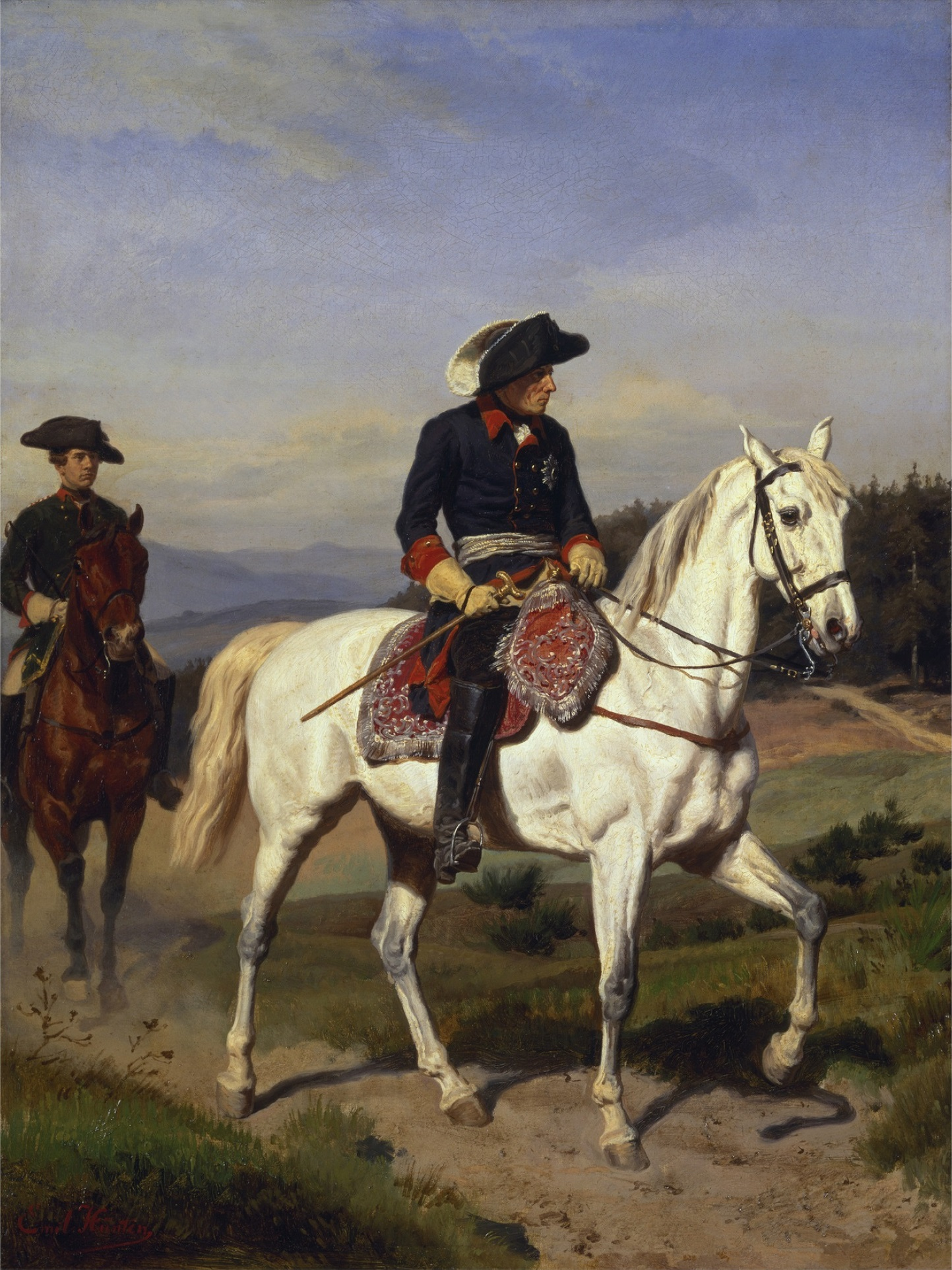
Frederik de Grote voor Schweidnitz, 1865
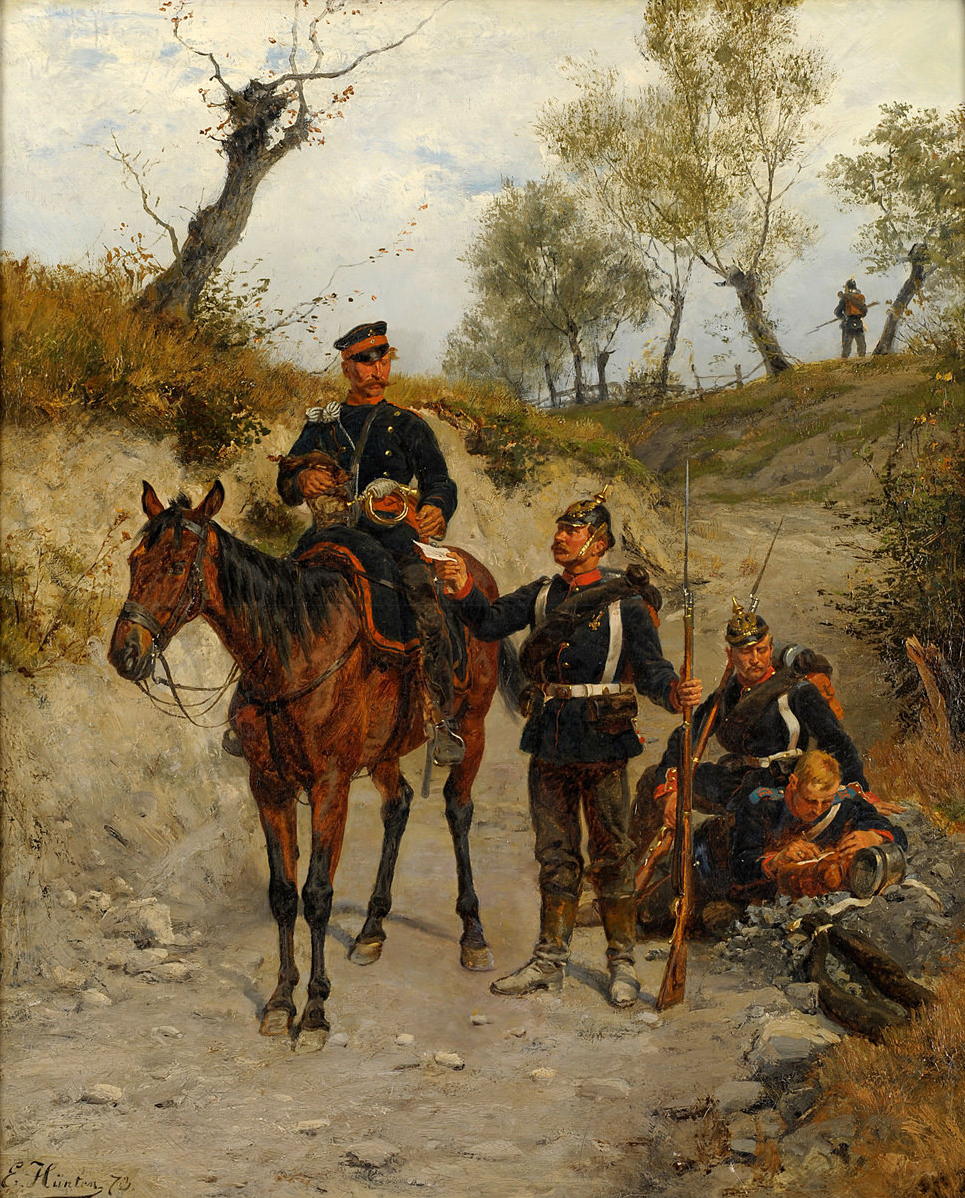
Veldpost, 1873

- Bibliothèque nationale de France: cb160419983 (data)
- Gemeinsame Normdatei: 117050466
- International Standard Name Identifier: 0000 0001 1616 8578
- Library of Congress Control Number: no2008187674
- RKD-Nederlands Instituut voor Kunstgeschiedenis: 40655
- SNAC: w64j25jk
- Union List of Artist Names: 500007488
- Virtual International Authority File: 32763691
- WorldCat: E39PBJcBWGpvMh9Bd38FPkBtrq